# Xenillus superbus
Xenillus superbus är en kvalsterart som först beskrevs av Pérez-Íñigo och Baggio 1980.  Xenillus superbus ingår i släktet Xenillus och familjen Xenillidae. Inga underarter finns listade i Catalogue of Life.